# Patrick Doeplah
Patrick Doeplah (* 27. Oktober 1990 in Monrovia; † 22. März 2011 ebenda) war ein liberianischer Fußballspieler.

## Karriere
Doeplah spielte von 2007 bis 2009 in seinem Heimatland für die Hauptstadtklubs Mighty Barrolle und LISCR Monrovia in der Liberian Premier League. 2009 wechselte er gemeinsam mit seinem Mannschaftskameraden George Baysah für ein Jahr auf Leihbasis zum israelischen Zweitligisten Hapoel Kfar Saba. Der Klub verpasste am Saisonende durch eine 0:1-Niederlage im Play-off-Spiel gegen Hapoel Ramat Gan den Aufstieg in die höchste israelische Liga. Doeplah wurde zur Saison 2010/11 fest unter Vertrag genommen und befand sich mit dem Team erneut im Aufstiegskampf.
Sein Länderspieldebüt gab der Flügelspieler am 5. September 2010 im Qualifikationsspiel zur Afrikameisterschaft 2012 gegen Simbabwe, einen Monat später spielte er auch in einem weiteren Qualifikationsspiel gegen Mali. Mit der liberianischen Olympiaauswahl spielte Doeplah Ende 2010 in der Qualifikation zum olympischen Fußballturnier 2012. Im Erstrundenspiel gegen Sierra Leone, das nach Hin- und Rückspiel ins Elfmeterschießen ging, verwandelte er den entscheidenden Elfmeter und war der beste Spieler seines Teams.
Am 21. März reiste Doeplah nach Monrovia, um sich mit der Olympiaauswahl auf das bevorstehende Zweitrunden-Qualifikationsspiel gegen die Elfenbeinküste vorzubereiten. Er wurde am Morgen des 22. März bewusstlos in der Wohnung seiner Freundin aufgefunden und wurde wenig später im John F. Kennedy Medical Center in Monrovia für tot erklärt. Die Todesursache soll durch eine Autopsie geklärt werden.